# لورين مانسفيلد
لورين مانسفيلد (بالإنجليزية: Lauren Mansfield)‏ مواليد 18 ديسمبر 1989 في أديلايد، هي لاعبة كرة سلة أسترالية. بدأت مسيرتها الاحترافية في سنة 2012. وتحمل الرقم 5. حققت المركز الثالث في الألعاب الجامعية الصيفية 2011.

## المنتخب الوطني
شاركت لورين لأول مرة في دورة ألعاب الكومنولث في برمنغهام، لفريق كرة السلة الأسترالي 3x3 للسيدات حيث فازت بالميدالية البرونزية. في عام 2023 شاركت في كأس العالم لكرة السلة 3x3 للسيدات 2023 في فيينا، وحصلت على الميدالية البرونزية خلف منتخب الولايات المتحدة الأمريكية ومنتخب فرنسا.
اختيرت مانسفيلد ضمن المنتخب الأسترالي لكرة السلة 3x3 المشارك في الألعاب الأولمبية الصيفية 2024.

## الميداليات
| الميدالية | المسابقة                      |
| --------- | ----------------------------- |
| برونزية   | الألعاب الجامعية الصيفية 2011 |
| برونزية   | الألعاب الجامعية الصيفية 2013 |

## روابط خارجية
- لورين مانسفيلد على موقع الاتحاد الدولي لكرة السلة (الإنجليزية)
- لورين مانسفيلد على موقع كرة السلة الأوروبية.كوم (الإنجليزية)
- لورين مانسفيلد على موقع كلية كرة السلة في سبورتس رفرنس.كوم (الإنجليزية)
- لورين مانسفيلد على موقع اللجنة الأولمبية الدولية (الإنجليزية)
- لورين مانسفيلد على موقع اللجنة الأولمبية الأسترالية (الإنجليزية)